# ロミデプシン
ロミデプシン（INN: romidepsin）とは、皮膚T細胞性リンパ腫（CTCL）ならびにその他の末梢T細胞性リンパ腫（PTCLs）に使用される抗がん剤である。商品名はイストダックス（Istodax）。ロミデプシンは細菌Chromobacterium violaceumから得られる天然物であり、ヒストン脱アセチル化酵素の働きを妨げることによって、細胞にアポトーシスを誘導する。また、属する化合物群に因んで「デプシペプチド」と呼ばれることもある。ロミデプシンはグロスター・ファーマシューティカルズ社（その後M&Aによりセルジーン社を経て2019年ブリストル・マイヤーズ スクイブ社に吸収）によって開発された。

## 歴史
ロミデプシンは1994年に藤沢薬品工業（現・アステラス製薬）の研究者らによって山形県で得られた土壌試料からのChromobacterium violaceumの培養液から単離された。ロミデプシンは抗菌活性はほとんど示さなかったが、複数のヒトがん細胞株に対して強力な細胞毒性を示した（正常細胞に対しては効果を示さなかった）。後にマウスを用いたin vivo試験でも抗腫瘍活性を示すことが明らかにされた。
ロミデプシンの全合成は1996年にハーバード大学の研究者らによって達成された。作用機序は1998年に藤沢薬品工業と東京大学の研究者らによって、トリコスタチンAと同様のヒストン脱アセチル化酵素の阻害であることが解明された。

### 臨床試験
ロミデプシン（開発コードネームFK228およびFR901228）の第1相臨床試験は1997年に始まった。第2相ならびに第3相試験は様々な適応について行われた。最も顕著な結果は、皮膚T細胞性リンパ腫（CTCL）およびその他の末梢T細胞性リンパ腫（PTCLs）の治療において見られた。2004年、ロミデプシンは皮膚T細胞性リンパ腫についてFDAよりファスト・トラックの、同じ適応についてFDAならびに欧州医薬品庁から希少疾病用医薬品の指定を受けた。FDAは2009年11月にCTCL治療薬として、2011年6月にその他のPTCLs治療薬としてロミデプシンを承認した。日本では2016年8月の希少疾病用医薬品としての指定を経て、2017年7月に抗悪性腫瘍薬（適応：「再発または難治性の末梢性T細胞リンパ腫」）として承認され、2018年4月セルジーン社より販売された。

## 作用機序
ロミデプシンはプロドラッグとして作用し、構造中のジスルフィド結合は細胞内で還元され、亜鉛原子に配位結合するチオール基が生じる。このチオール基は亜鉛依存性ヒストン脱アセチル化酵素の結合ボケット中の亜鉛原子と「可逆的」に相互作用し、その活性を妨げる。したがって、ロミデプシンはHDAC阻害剤である。多くのHDAC阻害剤は、がん抑制遺伝子の正常な発現はエピジェネティックに回復させ、細胞周期の停止、分化、アポトーシスをもたらすことによって、抗がん作用を示す。

## 副作用
ロミデプシンの使用には副作用がある。臨床試験において、最も一般的だった副作用は、吐き気、嘔吐、疲労、感染症、食欲不振、血液疾患（貧血、血小板減少症、白血球減少症）であった。また、感染症や（異常な電解質濃度といった）代謝障害、皮膚反応、味覚障害、心臓伝導の変化もまた伴う。